# Benedikt Lentsch

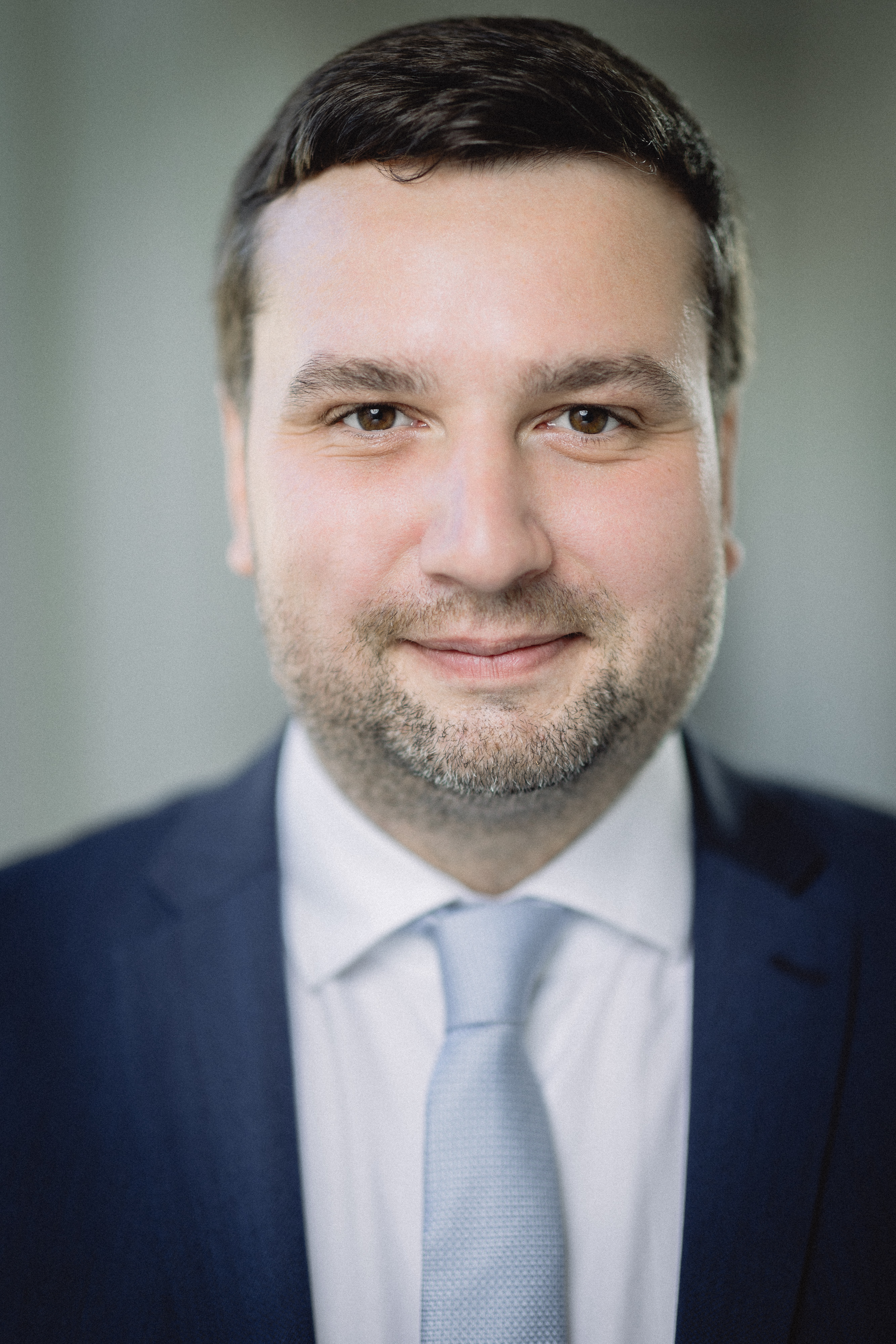
Benedikt Lentsch (2022)

Benedikt Lentsch (* 7. Dezember 1987 in Zams) ist ein österreichischer Politiker der Sozialdemokratischen Partei Österreichs (SPÖ). Seit März 2018 ist er Abgeordneter zum Tiroler Landtag. Im Zuge der Gemeinderats- und Bürgermeisterwahlen in Tirol 2022 wurde er zum Bürgermeister von Zams gewählt.

## Leben

### Ausbildung und Beruf
Benedikt Lentsch begann nach der Matura ein Studium der Politikwissenschaft  an der Universität Wien, das er 2012 als Bachelor abschloss. 2015 schloss er ein Masterstudium für Europäische und internationale Politik an der Universität Innsbruck mit einer Diplomarbeit über Die Europäisierung des österreichischen National- und Bundesrates ab. Neben dem Studium machte er unter anderem Verwaltungspraktika in der Parlamentsdirektion des Österreichischen Parlaments, am Bundeskanzleramt und am Bundessozialamt Wien. Im Februar 2015 begann er an der Donau-Universität Krems mit dem Lehrgang Politische Kommunikation. Von Oktober 2015 bis Juli 2017 war er Büroleiter der EU-Abgeordneten Karoline Graswander-Hainz, von August 2017 bis März 2018 war er Mitarbeiter im Landtagsklub der SPÖ Tirol.

### Politik
Ab April 2014 fungierte er als Bezirksparteivorsitzender-Stellvertreter der SPÖ im Bezirk Landeck, deren Bezirksparteivorsitzender er seit Jänner 2017 ist. Seit April 2014 gehört er außerdem dem Landesparteivorstand der SPÖ Tirol an. Am 28. März 2018 wurde er in der konstituierenden Landtagssitzung der XVII. Gesetzgebungsperiode als Abgeordneter zum Tiroler Landtag angelobt, wo er Mitglied im Ausschuss für Land- und Forstwirtschaft, Umwelt und Nachhaltigkeit, im Ausschuss für Föderalismus und Europäische Integration sowie im Ausschuss für Gesellschaft, Bildung, Kultur und Sport ist.
Bei den Gemeinderats- und Bürgermeisterwahlen in Tirol 2022 wurde er in seiner Heimatgemeinde Zams als neuer Bürgermeister gewählt und löste damit den Kurzzeit-Bürgermeister Dominik Traxl mit 50,5 % zu 49,5 % ab und beendete die 12-jährige Regierungszeit der ÖVP. Zudem holte seine unabhängige Liste „UNSER ZAMS - LISTE Benedikt Lentsch - ZAMS“ die Mehrheit mit 50,9 % zu 49,1 % im Gemeinderat (8 zu 7). Bei der Tiroler Landtagswahl am 25. September 2022 schaffte er erneut den Einzug in den Tiroler Landtag. In der konstituierenden Sitzung der 18. Gesetzgebungsperiode am 25. Oktober 2022 wurde er als Abgeordneter angelobt. Seitdem ist er Vorsitzender des Ausschusses für Föderalismus, Europäische Integration und Europaregion Tirol. Ebenso ist er Mitglied im Ausschuss für Ausschuss für Wohnen, Raumordnung, Rechts- und Gemeindeangelegenheiten sowie im Ausschuss für Bildung, Kinderbetreuung, Kunst und Kultur sowie Wissenschaft und Forschung. Im September 2023 wurde Lentsch unter Präsident Karl-Josef Schubert einer der Vizepräsidenten des Tiroler Gemeindeverbandes.